# 거문중학교
거문중학교(巨文中學校)는 대한민국 전라남도 여수시 삼산면 덕촌리에 있는 공립 중학교이다.

## 학교 연혁
- 1960년 3월 19일 : 거문중학교 3학급 설립 인가
- 1960년 4월 12일 : 개교
- 1968년 1월 13일 : 6학급 증설 인가
- 1979년 12월 26일 : 9학급 증설 인가
- 2015년 10월 27일 : 거문중학교 다목적강당(은빛관) 개관
- 2024년 9월 1일 : 제37대 김민성 교장 부임
- 2025년 1월 13일 : 제63회 졸업식 4명 졸업(총 2,724명)

## 참고 자료
- 거문중학교 - 한국교육학술정보원 학교알리미